# Stazione di Cosenza Campanella
La stazione di Cosenza Campanella è una fermata ferroviaria di Cosenza, posta sul tronco comune alle linee per Catanzaro e per San Giovanni in Fiore. È posta a 219 metri s.l.m.

## Storia
La fermata venne attivata il 16 dicembre 1989 come parte della nuova linea delle Ferrovie Calabro Lucane fra la vecchia stazione di Cosenza e la nuova stazione di Cosenza Vaglio Lise.

## Strutture e impianti
La fermata conta due binari serviti da due banchine laterali.

## Movimento
La fermata è servita dai treni delle Ferrovie della Calabria in servizio sulla relazione Cosenza-Marzi.